# Tilly Decker
Tilly Decker (Esch-sur-Alzette, 10 januari 1930) is een atleet uit Luxemburg.
Decker nam voor Luxemburg deel aan de Olympische Zomerspelen van Londen in 1948. Ze kwam uit op de nummers 100 meter en 200 meter sprint.
Beide keren werd ze vijfde in haar serie, en ging niet verder richting de finale.

## Persoonlijk record
| Onderdeel | Resultaat | Jaar |
| --------- | --------- | ---- |
| 100 m     | 12,4 s    | 1947 |